# Muggenbach
Muggenbach ist ein Gemeindeteil der Stadt Seßlach im oberfränkischen Landkreis Coburg in Bayern.

## Geographie
Die Einöde Muggenbach liegt etwa 14 Kilometer südwestlich von Coburg in einer Talsenke am Fuß des 387 Meter hohen Berges Hoher Stein. Nordöstlich von dem Ort liegen in etwa 800 Meter Entfernung im Wald die Muggenbacher Tongruben, die seit Ende des 19. Jahrhunderts dem Tonabbau für die Steinzeug-, Steingut- und Porzellanindustrie dienten und seit dem Anfang des 21. Jahrhunderts Naturschutzgebiete sind.

## Geschichte
Die erste urkundliche Erwähnung war im Jahr 1290, als das Kloster Langheim in „Mockenbach“ sechs Güter erwarb.
Das Rittergut gehörte zum Klosteramt Tambach. 1803 wurde das Kloster Langheim als territorialer Teil des Hochstifts Bamberg säkularisiert und Teil des Kurfürstentums Bayern. Im Januar 1806 nahm Graf Joseph Carl von Ortenburg die Tambacher Lande, zu denen auch Muggenbach gehörte, als reichsunmittelbare Grafschaft Ortenburg-Tambach in Besitz. Im Oktober 1806 wurde die Grafschaft mediatisiert. Von Dezember 1806 bis 1814 gehörte Muggenbach als Teil des Tambacher Landes zum Großherzogtum Würzburg. Nach dessen Auflösung wurde das Herrschaftsgericht Tambach dem Mainkreis zugeordnet. 1862 erfolgte die Eingliederung Muggenbachs, als Ortsteil von Lechenroth, in das neu geschaffene bayerische Bezirksamt Staffelstein.
1871 hatte das Dorf 15 Einwohner und 9 Gebäude. Die Einwohner gehörten zu den Kirchensprengeln der katholischen Pfarrkirche in Seßlach und der evangelischen Pfarrkirche in Gemünda. 1925 hatte das Dorf 26 Einwohner und 3 Wohnhäuser. Die katholischen Schüler besuchten die Schule in Oberelldorf und die evangelischen die in Gemünda.
Am 1. Juli 1972 wurde der Landkreis Staffelstein aufgelöst, ab dann gehörte die Gemeinde Lechenroth zum Landkreis Coburg. Im Zuge der bayerischen Gebietsreform wurde Lechenroth mit Muggenbach am 1. Mai 1978 in die Stadt Seßlach eingemeindet. Im Jahr 1987 hatte die Einöde Muggenbach sechs Einwohner und ein Wohnhaus mit fünf Wohnungen.

## Einwohnerentwicklung
| Jahr | Einwohnerzahl |
| ---- | ------------- |
| 1871 | 15            |
| 1900 | 16            |
| 1925 | 26            |
| 1950 | 32            |
| 1970 | 9             |
| 1987 | 6             |